# Blanka von Navarra (Frankreich)

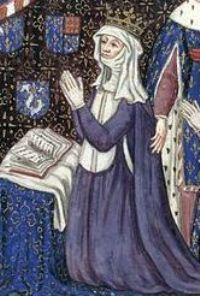
Blanka von Navarra

Blanka von Navarra (* um 1331; † 5. Oktober 1398 in Neaufles-Saint-Martin) war durch ihre Ehe mit Philipp VI. kurzzeitig Königin von Frankreich. 

## Leben
Sie war eine Tochter von Philipp III., König von Navarra (de iure uxoris), und Johanna II., Königin von Navarra aus eigenem Recht, folglich die Schwester von König Karl dem Bösen.
Anfangs war sie für eine Verbindung mit einem spanischen Herrscherhaus vorgesehen. Als aber in Frankreich kurz nacheinander sowohl die Königin Johanna († 1348 oder 1349) als auch die Ehefrau des Kronprinzen Johann, Jutta von Luxemburg († 11. September 1349), starben, gelang es der französischen Diplomatie, am Hof Navarras eine Kurskorrektur herbeizuführen: Blanka von Navarra sollte nun den französischen Kronprinzen heiraten.
Als sie jedoch in Paris eintraf, beschloss der 40 Jahre ältere Philipp VI., sie nicht seinem Sohn zu überlassen, sondern selbst zu heiraten. Für Johann wurde mit Johanna von Boulogne, der Erbin der Grafschaft Auvergne und der Grafschaft Boulogne, Ersatz gefunden. Die Hochzeiten fanden kurz nacheinander statt: Am 29. Januar 1350 heirateten Philipp und Blanka in Brie-Comte-Robert, am 19. Februar Johann und Johanna in Nanterre.
Die Ehe Blankas hatte jedoch nur kurze Zeit Bestand, da Philipp VI. selbst bereits am 22. August 1350 starb. Zu dieser Zeit war Blanka schwanger, sie gebar im Mai 1351 eine Tochter, Johanna (Jeanne), genannt Blanche († 16. September 1371).
Die noch nicht 20-jährige Witwe bezog ihre Residenz in Paris in einem Haus in der Rue de la Vieille-Tixeranderie, das nach ihr Hôtel de la Reine Blanche genannt wurde und das später in den Besitz ihres Neffen Peter von Navarra, Graf von Mortain, überging. In den Jahren nach 1354 spielte sie noch einmal eine Rolle bei Hofe, als sie versuchte, den neuen König Johann II., mit dem sie trotz des gescheiterten Verlöbnisses eine freundschaftliche Beziehung unterhielt, und ihren Bruder Karl den Bösen miteinander zu versöhnen. Diese Verwandtschaft war dann auch der Grund dafür, dass sie beim Aufstand der Jacquerie 1358 selbst in Gefahr geriet.
Blanka von Navarra verweigerte eine zweite Eheschließung, jetzt mit Peter von Kastilien, zog sich später nach Neaufles-Saint-Martin bei Gisors zurück und erschien auch nur noch selten bei Hofe. Sie starb in ihrem Refugium am 5. Oktober 1398 nach 48-jähriger Witwenschaft und wurde in der Basilika Saint-Denis bestattet. Ihr Testament aus demselben Jahr führt die Kunstgegenstände auf, die sich in ihrem Besitz befanden, darunter einige Handschriften, die erhalten geblieben sind.